# 師範通り

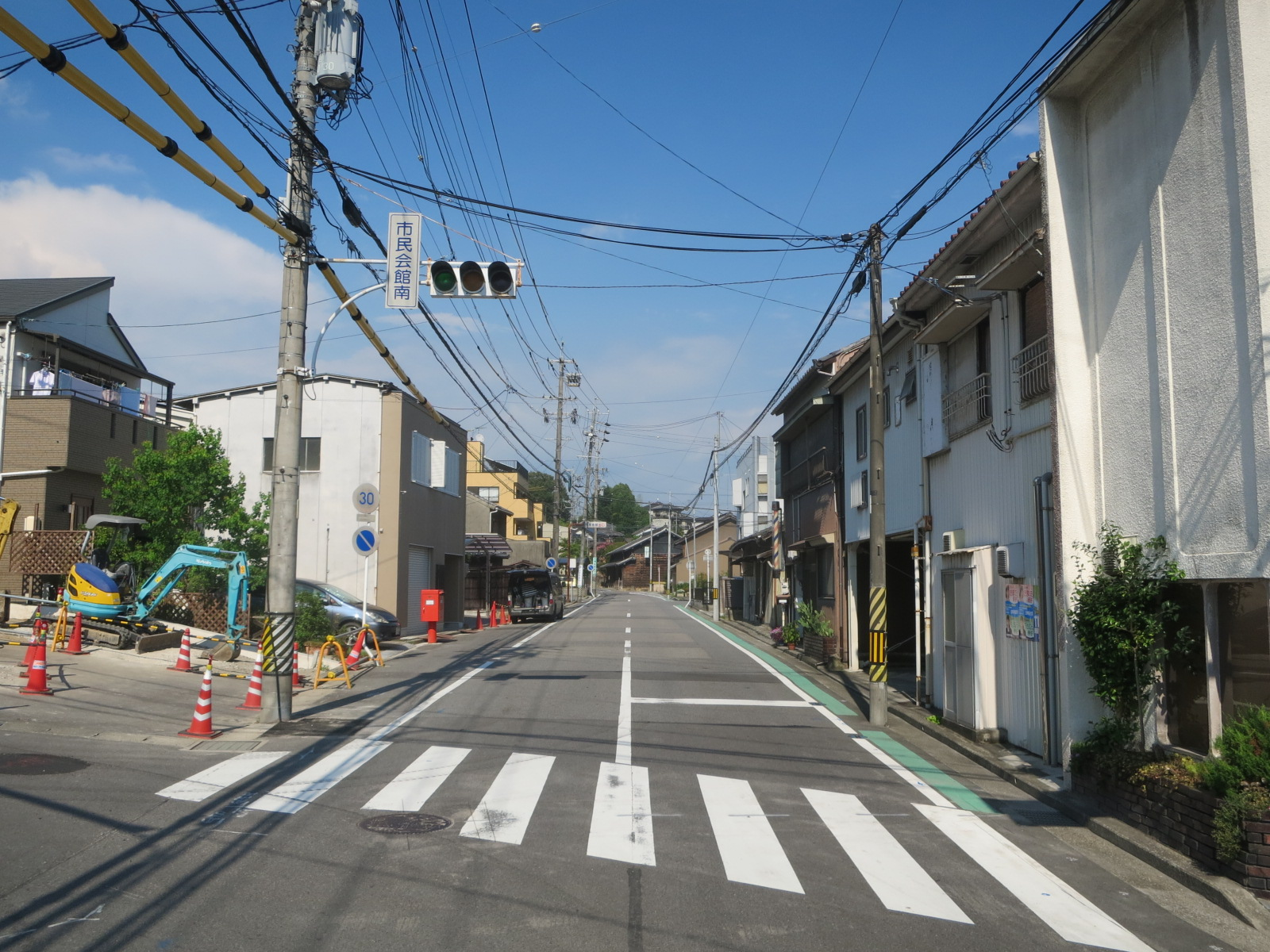
市民会館南交差点

師範通り（しはんどおり）とは、愛知県岡崎市六供本町と六供町の南を東西に通る道路の通称名である。

## 概要
岡崎市中心地域にある名の付いた通りのひとつで、能見通りと本町通りの境にある能見通一丁目南交差点から始まり、東へ進む市道の通称名である。その名称は、1901年（明治34年）に康生町から六供町八貫15番地に移転した愛知第二師範学校に由来する。1945年（昭和20年）7月の岡崎空襲では中舎・北舎を残し師範学校の校舎は焼失した。戦後、校舎の補修や大学施設の移転などさまざまな移り変わりを経て、その後、愛知教育大学附属岡崎小学校、同附属岡崎養護学校となった。
師範通りは西隣の木まち通りとともに都市計画道路岡崎環状線（市道）の一部である。能見通一丁目南交差点から東に、市民会館通りと交わる市民会館南交差点を少し過ぎた辺りまでは、2車線（片側1車線）のゆとりのある市道である。市の都市計画地図ではここからさらに東へ直線的に「モダン道路」に接することとなる。
道幅が急に狭くなり始める入口辺り（岡崎市六供町杉本70）には江戸期古民家石原邸が現存している。繊細で奥ゆかしい雰囲気の漂う佇まいで、2007年（平成19年）までは「石原邸's Cafe」というカフェが運営されていた。石原邸は1992年に岡崎市長より岡崎市都市景観環境賞を受けている。
石原邸を通り過ぎたカーブには常夜灯が1基ある。ここからの区間は幅員が狭いにもかかわらず、意外に自動車がよく通り抜ける。丘陵地帯にあって師範通りの細街路が「モダン道路」北方面や愛知県道477号東大見岡崎線へ抜けるほぼ唯一の近道となっている。

## 交通規制
- 全線にわたり大型貨物自動車等通行止め。

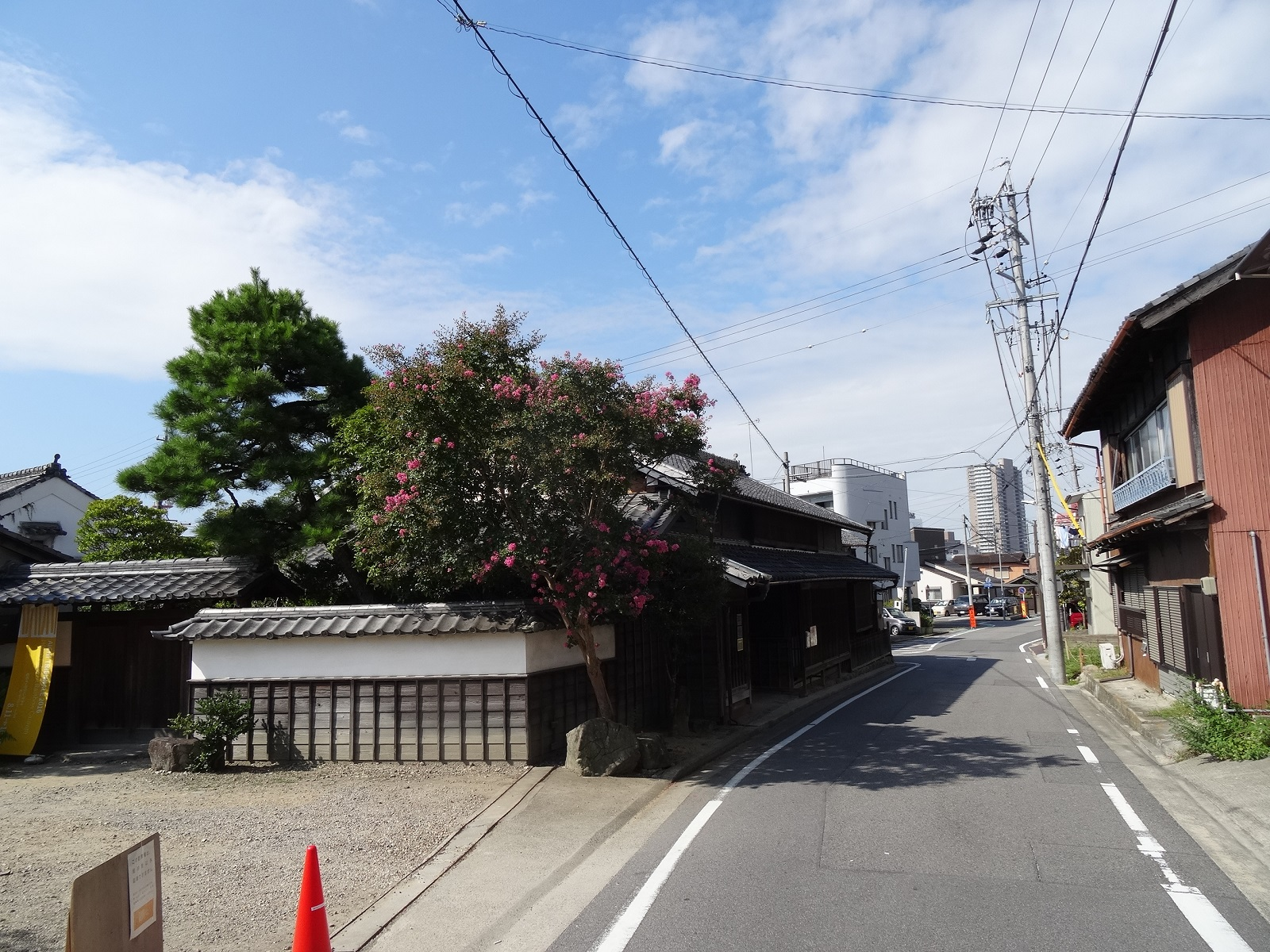
石原邸付近

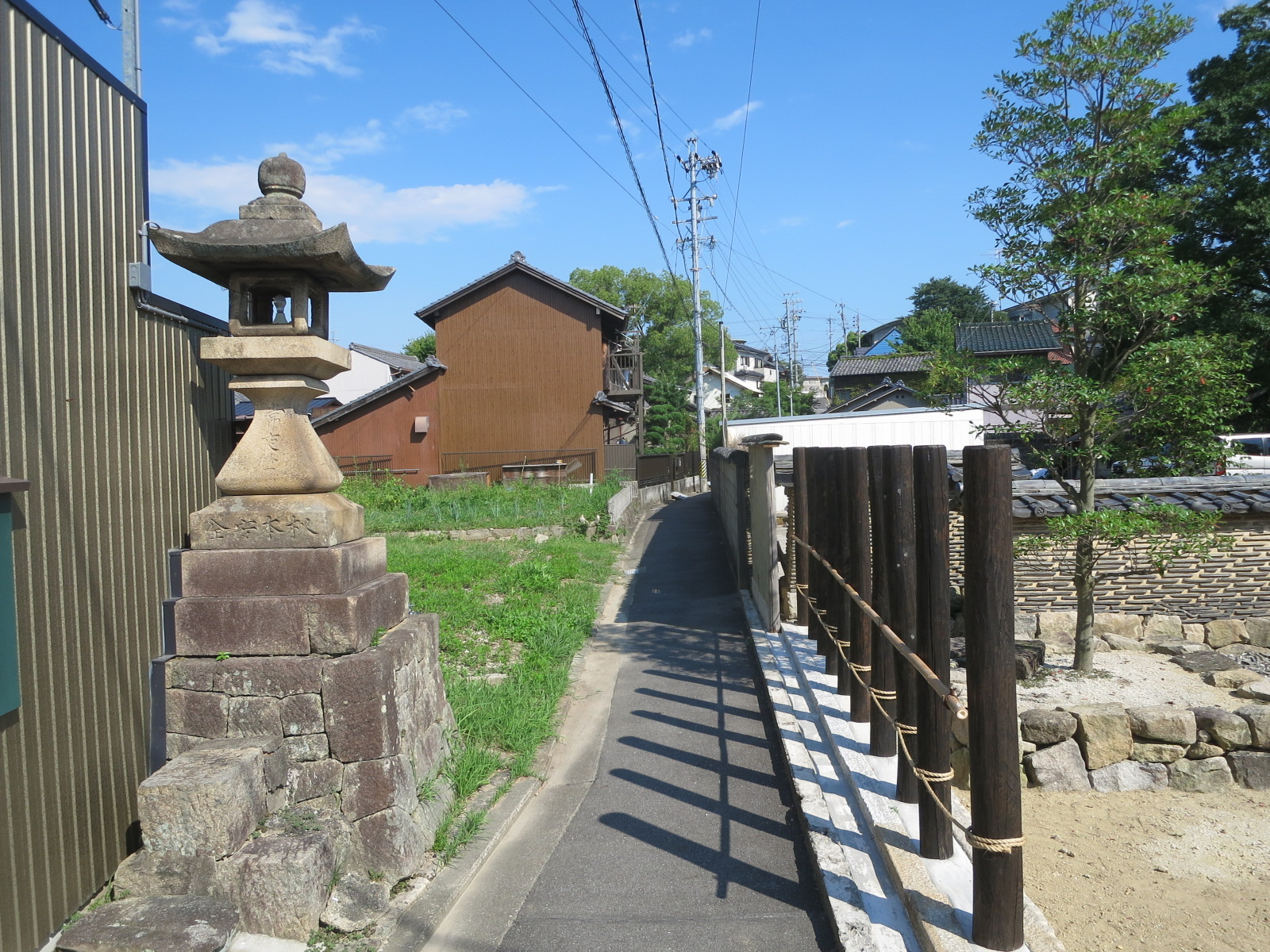
常夜灯と石原邸の敷地（右側）

- 能見通一丁目南交差点から市民会館南交差点までは、最高速度40km/時、追越しのための右側部分はみ出し通行禁止、駐車禁止。
- 市民会館南交差点から学校前に至るまでの区間は、最高速度30km/時。駐車禁止は一方通行規制の手前まで。
- 学校南側に沿う道路は、「ここから」の補助標識のある場所から東方向への一方通行規制。

## 接続する路線
- 能見通り（岡崎市）
- 木まち通り（岡崎市）
- 本町通り（岡崎市）
- 市民会館通り（岡崎市）

## 沿線・周辺
- 岡崎信用金庫本町支店
- 一乗寺
- 薬師寺
- 甲山寺
- 岡崎市民会館
- 石原邸
- 愛知教育大学附属岡崎小学校・愛知教育大学附属特別支援学校

### 常夜灯
| 所在地       | 建立年                |
| ------------ | --------------------- |
| 岡崎市六供町 | 1853（嘉永6）年丑11月 |